# The History of The Hobbit
The History of The Hobbit (pol. Historia Hobbita) – dwutomowe studium powieści Hobbit, czyli tam i z powrotem J.R.R. Tolkiena, zawierające nieopublikowane wcześniej szkice Hobbita wraz z komentarzem Johna D. Rateliffa oraz mapy i ilustracje przygotowane przez Tolkiena.
Wydawcą w Wielkiej Brytanii jest StudiHarperCollins, a w Stanach Zjednoczonych Houghton Mifflin.
Pierwszy tom (The History of The Hobbit: Volume I: Mr. Baggins) został wydany w czerwcu 2007, drugi (The History of The Hobbit: Volume II: Return to Bag-End) – w lipcu tego samego roku.